# Grad Gvozdansko
Grad Gvozdansko är ett slott i Kroatien.   Det ligger i länet Moslavina, i den centrala delen av landet, 80 km söder om huvudstaden Zagreb. Grad Gvozdansko ligger 252 meter över havet.
Terrängen runt Grad Gvozdansko är huvudsakligen kuperad, men åt sydost är den platt. Runt Grad Gvozdansko är det mycket glesbefolkat, med 6 invånare per kvadratkilometer. Närmaste större samhälle är Dvor, 13,8 km sydost om Grad Gvozdansko. I omgivningarna runt Grad Gvozdansko växer i huvudsak lövfällande lövskog.